# سينثيا رودس
سينثيا رودس (بالإنجليزية: Cynthia Rhodes )‏ (و. 1956  م) هي مغنية، وراقصة، وممثلة أفلام أمريكية، ولدت في ناشفيل، تينيسي، بدأت مشوارها المهني سنة 1980.

## وصلات خارجية
- سينثيا رودس على موقع IMDb (الإنجليزية)
- سينثيا رودس على موقع ألو سيني (الفرنسية)
- سينثيا رودس على موقع ميوزك برينز (الإنجليزية)
- سينثيا رودس على موقع أول موفي (الإنجليزية)
- سينثيا رودس على موقع قاعدة بيانات الأفلام السويدية (السويدية)
- سينثيا رودس على موقع إن إن دي بي (الإنجليزية)
- سينثيا رودس على موقع أول ميوزيك (الإنجليزية)
- سينثيا رودس على موقع ديسكوغز (الإنجليزية)
- سينثيا رودس على موقع قاعدة بيانات الفيلم (الإنجليزية)
- سينثيا رودس على موقع كينوبويسك (الروسية)